# Kapelle Auf dem Werth (Schmallenberg)

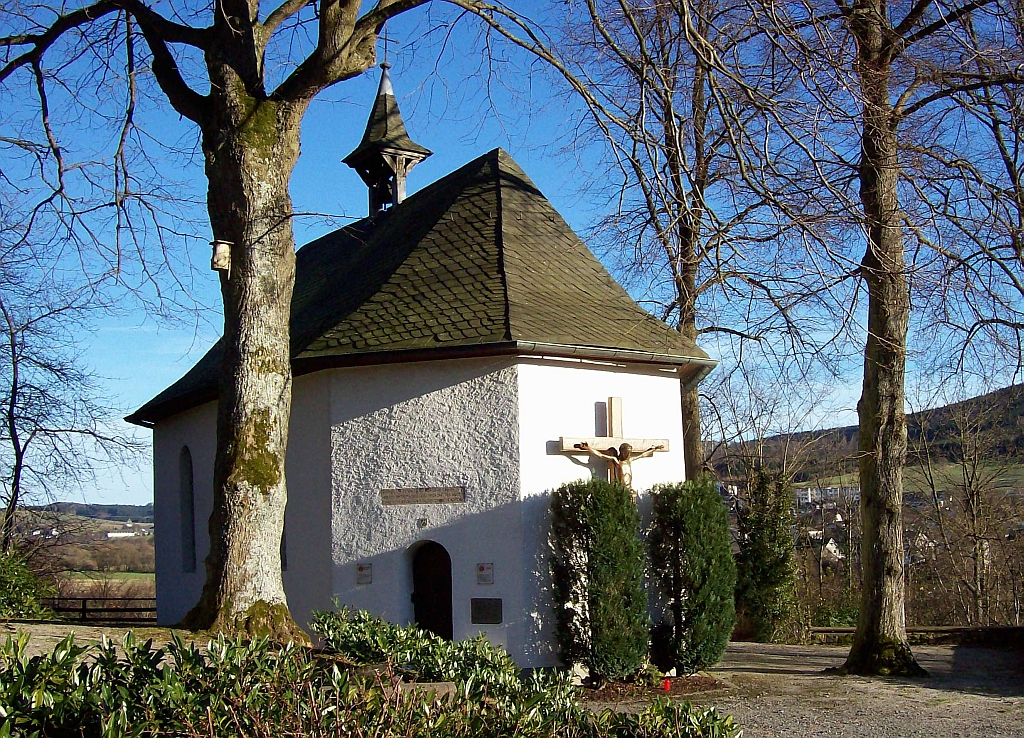
Kapelle Auf dem Werth

Die römisch-katholische Kapelle Auf dem Werth ist ein denkmalgeschütztes Gebäude in der Stadt Schmallenberg im Hochsauerlandkreis in Nordrhein-Westfalen.

## Geschichte und Architektur
Die Kapelle wurde 1682 nach einer Lenneflut von den Eheleuten Cordes gestiftet. Das Gebäude ist eine  kleine einschiffige, zweijochige Saalkirche mit einem kleinen Barockaltar.  Es wurde an der Stelle errichtet an der vermutlich die „Schmalen Burg“, die Keimzelle der Stadt Schmallenberg, stand. Die Kapelle ist der Heiligen Maria und dem Heiligen Johannes dem Evangelisten geweiht.
Die Schützengesellschaft Schmallenberg stellte 1956 das Geld für die Anschaffung einer neuen Glocke  mit der Inschrift „Heiliger Valentin, Stadtpatron, bitte für uns, 1956 Schützengesellschaft Schmallenberg 1820 e. V.“ zur Verfügung. Die Kapelle dient seit 1961 als Gedächtnisstätte für die Kriegstoten der Stadt. 1977 übernahm die Schützengesellschaft die Pflege für die Gedächtnisstätte. Der kleine Glockenturm wurde 2011 von Mitgliedern der Schützengesellschaft in Eigenleistung saniert.
Eine Nachbildung der Kapelle befindet sich in Schmallenberg an der Grafschafter Straße.

## Bildergalerie

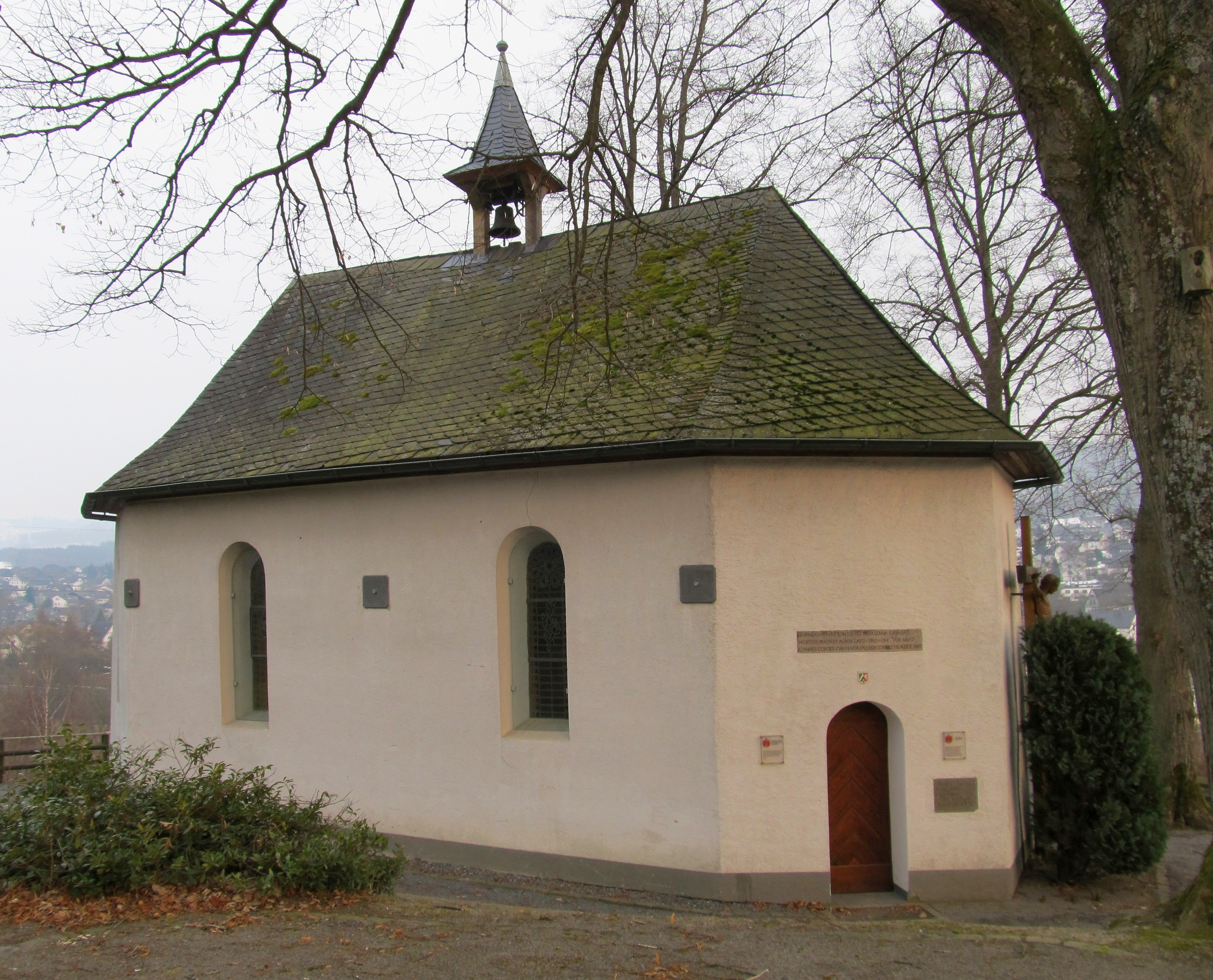
Haupteingang
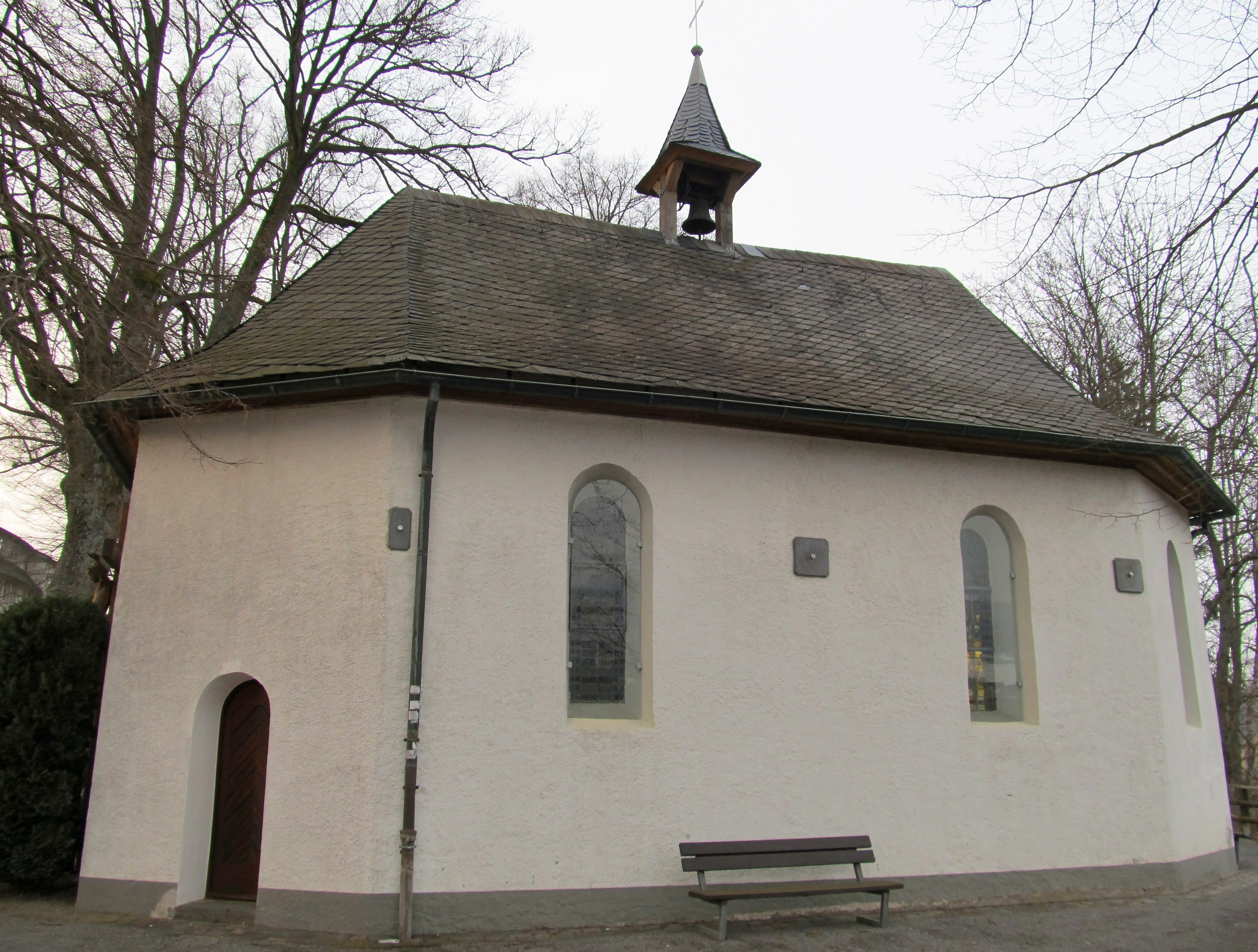
Eingang Südseite
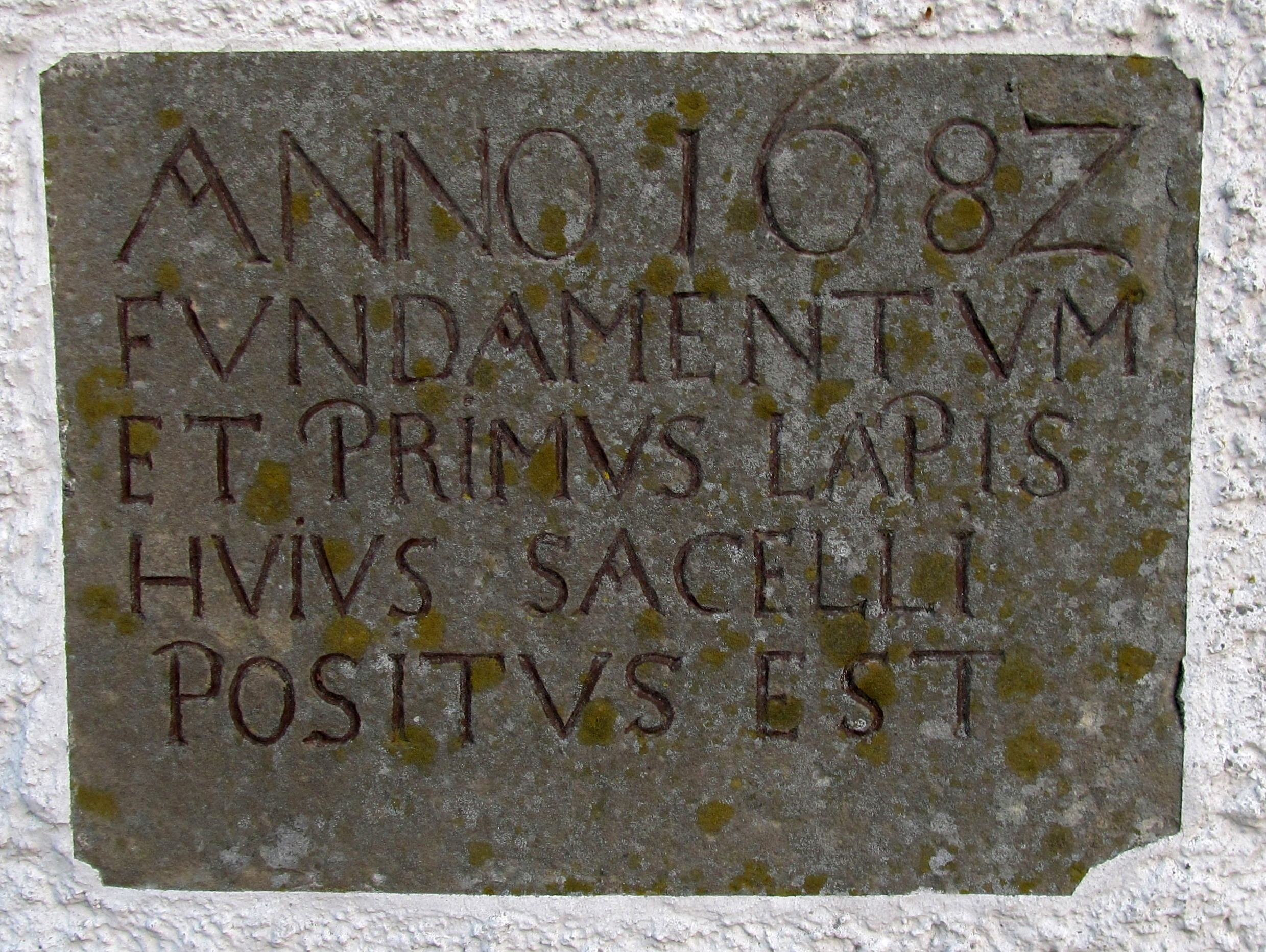
Inschrift
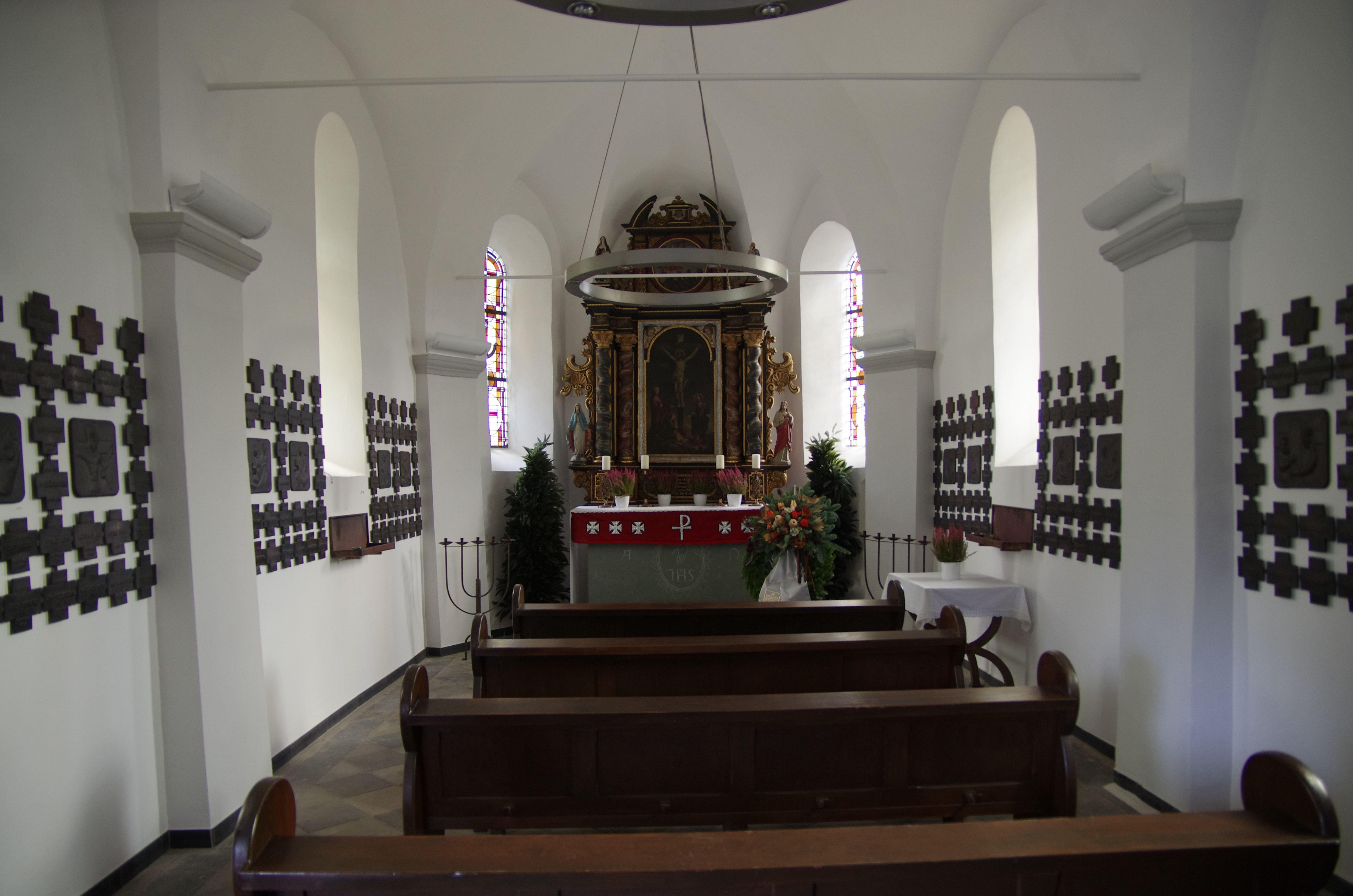
Innenansicht
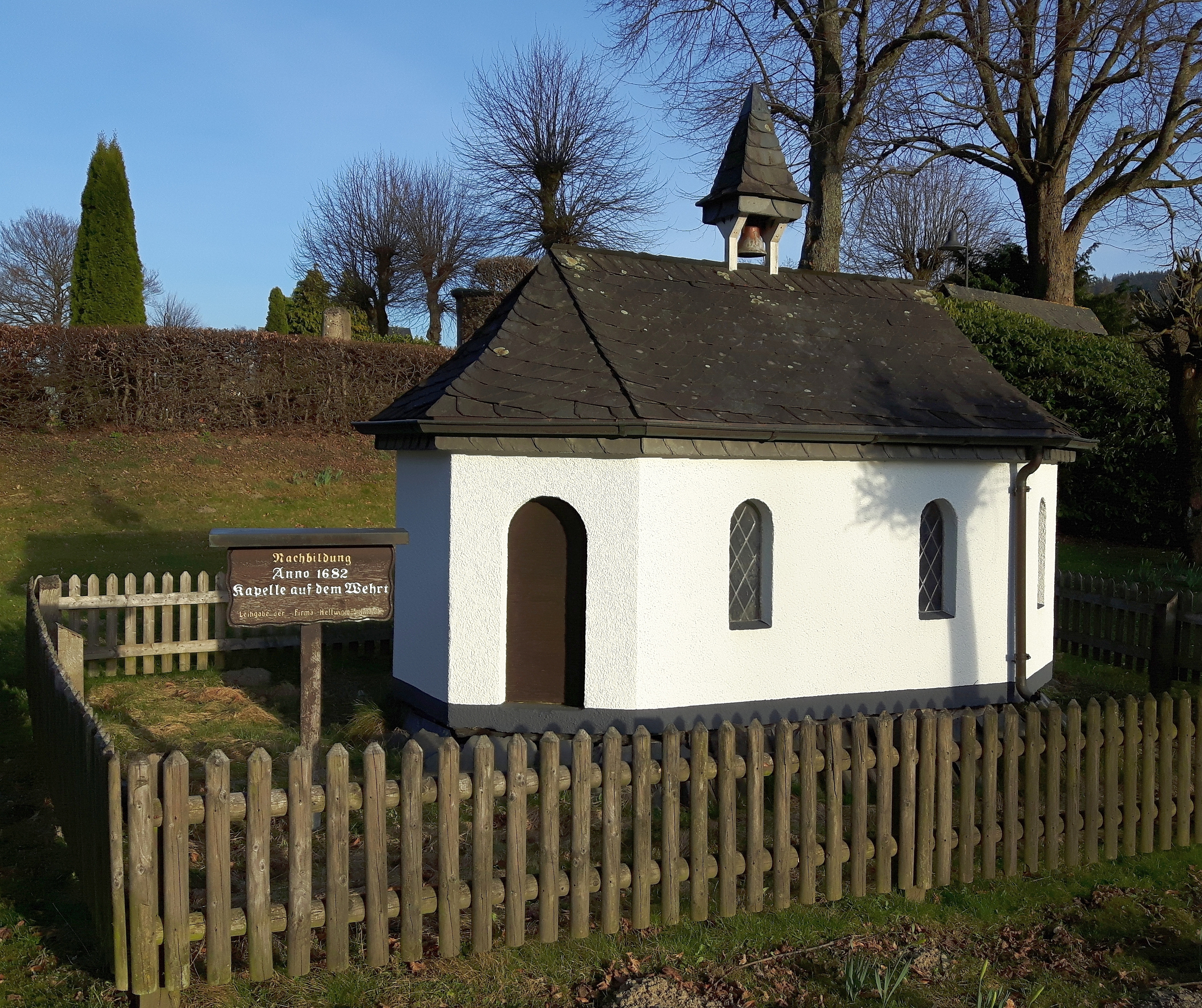
Nachbildung